# Distenia angustata
Distenia angustata là một loài bọ cánh cứng trong họ Cerambycidae.